# Eerste divisie (vrouwenhandbal) 2010/11
De Eerste divisie is de op een na hoogste afdeling van het Nederlandse handbal bij de vrouwen op landelijk niveau. In het seizoen 2010/2011 werd HandbaL Venlo kampioen en promoveerde als enige team naar de eredivisie. BFC en SB Groep/H.C.V. '90 degradeerden naar de Tweede Divisie.

## Teams
| Club                    | Plaats       | Provincie     |
| ----------------------- | ------------ | ------------- |
| FIQAS/Aalsmeer          | Aalsmeer     | Noord-Holland |
| Bentelo                 | Bentelo      | Overijssel    |
| BFC                     | Beek         | Limburg       |
| DSVD                    | Deurningen   | Overijssel    |
| Foreholte               | Voorhout     | Zuid-Holland  |
| Loreal                  | Venlo        | Limburg       |
| SB Groep/H.C.V. '90     | Velsen-Noord | Noord-Holland |
| Internos                | Etten-Leur   | Noord-Brabant |
| Olympia HGL             | Hengelo      | Overijssel    |
| Quintus 2               | Kwintsheul   | Zuid-Holland  |
| Westfriesland/SEW 2     | Nibbixwoud   | Noord-Holland |
| Succes Schoonmaak/VOC 2 | Amsterdam    | Noord-Holland |
| Vlug en Lenig           | Geleen       | Limburg       |
| Westlandia              | Naaldwijk    | Zuid-Holland  |

## Stand
| Pos | Club                    | Wed | W  | G | V  | Ptn | DV  | DT  | +/−  | Opmerking                                |
| --- | ----------------------- | --- | -- | - | -- | --- | --- | --- | ---- | ---------------------------------------- |
| 1   | Loreal                  | 26  | 19 | 2 | 5  | 40  | 786 | 650 | +136 | Rechtstreekse promotie naar eredivisie   |
| 2   | Bentelo                 | 26  | 16 | 1 | 9  | 33  | 665 | 585 | +80  | gekwalificeerd voor periodekampioenschap |
| 3   | Succes Schoonmaak/VOC 2 | 26  | 15 | 2 | 9  | 32  | 758 | 730 | +28  |                                          |
| 4   | Internos                | 26  | 14 | 3 | 9  | 31  | 728 | 666 | +62  |                                          |
| 5   | FIQAS/Aalsmeer          | 26  | 14 | 2 | 10 | 30  | 663 | 608 | +55  | gekwalificeerd voor periodekampioenschap |
| 6   | Foreholte               | 26  | 13 | 4 | 9  | 30  | 723 | 692 | +31  | gekwalificeerd voor periodekampioenschap |
| 7   | Olympia HGL             | 26  | 14 | 0 | 12 | 28  | 692 | 698 | -6   | gekwalificeerd voor periodekampioenschap |
| 8   | Vlug en Lenig           | 26  | 13 | 1 | 12 | 27  | 696 | 691 | +5   |                                          |
| 9   | DSVD                    | 26  | 10 | 6 | 10 | 26  | 708 | 691 | +17  |                                          |
| 10  | Westfriesland/SEW 2     | 26  | 11 | 3 | 12 | 25  | 675 | 692 | -17  |                                          |
| 11  | Quintus 2               | 26  | 10 | 4 | 12 | 24  | 695 | 690 | +5   |                                          |
| 12  | Westlandia              | 26  | 10 | 2 | 14 | 22  | 692 | 720 | -28  |                                          |
| 13  | BFC                     | 26  | 3  | 4 | 19 | 10  | 627 | 735 | -108 | Degradatie naar Hoofdklasse              |
| 14  | SB Groep/H.C.V. '90     | 26  | 2  | 2 | 22 | 6   | 570 | 826 | -256 | Degradatie naar Hoofdklasse              |

## Nacompetitie

### Periodekampioenschap
| Pos | Club           | Wed | W | G | V | Ptn | DV  | DT  | +/− | Opmerking |
| --- | -------------- | --- | - | - | - | --- | --- | --- | --- | --------- |
| 1   | Foreholte      | 6   | 5 | 0 | 1 | 10  | 174 | 153 | +21 | ?         |
| 2   | FIQAS/Aalsmeer | 6   | 5 | 0 | 1 | 10  | 157 | 142 | +15 |           |
| 3   | Bentelo        | 6   | 3 | 1 | 4 | 3   | 140 | 158 | -18 |           |
| 4   | Olympia HGL    | 6   | 1 | 1 | 5 | 1   | 140 | 158 | -18 |           |